# Црне птице
„Црне птице“ је југословенски филм из 1967. године. Режирао га је Едуард Галић, а сценарио је писао Грга Гамулин.

## Радња
Последњи дани 2. свјетског рата. Партизани се приближавају усташком логору, у којем главнина чувара одлази на фронт. Они који су остали намеравају ликвидирати логораше тако што ће их пребацити возом до оближњег моста, и затим га дићи у ваздух, како би задржали продор партизана. Али и логораши имају план како да спасе животе...

## Улоге
| Глумац             | Улога              |
| ------------------ | ------------------ |
| Воја Мирић         | Инжењер Роберт     |
| Фабијан Шоваговић  | Усташки поручник   |
| Иван Шубић         | Владан             |
| Иво Сердар         | Логораш            |
| Вања Драх          | Маријан            |
| Раде Шербеџија     | Црни               |
| Реља Башић         | Милан              |
| Ива Марјановић     | Логорашица         |
| Ивица Катић        |                    |
| Ратко Буљан        | Зоран              |
| Павле Богдановић   |                    |
| Никола Гец         | Усташа             |
| Антун Врдољак      | Уплашени           |
| Шпиро Губерина     | Лакрдијаш          |
| Угљеша Којадиновић | Преживјели Логораш |
| Звонимир Чрнко     |                    |